# Cambarincola branchiophila
Cambarincola branchiophila är en ringmaskart som beskrevs av Holt 1954. Cambarincola branchiophila ingår i släktet Cambarincola och familjen Cambarincolidae. Inga underarter finns listade i Catalogue of Life.